# Miquette Giraudy
Miquette Giraudy, někdy používající alternativní jména Monique Giraudy a Marsiale Giraudy (* 9. února 1953 Nice) je francouzská hráčka na klávesové nástroje, zpěvačka a hudební skladatelka. Začínala koncem šedesátých let jako asistentka režisérky Jackie Raynal a v roce 1969 se podílela na realizaci filmu More režiséra Barbeta Schroedera. V roce 1972 si zahrála menší roli v jeho filmu La Vallée. V roce 1974 se stala členkou skupiny Gong, ve které působil i její přítel Steve Hillage. Se skupinou nahrála album You (1974) a Shamal (1976) a v roce 1976 spolu s Hillagem z kapely odešla.
V následujících letech hrála na Hillageových sólových albech Fish Rising (1975), L (1976), Motivation Radio (1977), Green (1978), Live Herald (1979), Open (1979) a For to Next/And Not Or (1983). Přestože ambientní album Rainbow Dome Musick vyšlo výhradně pod Hillageovým jménem, výrazně se na něm podílela i Giraudy. Od roku 1991 s Hillagem působí ve skupině System 7 a od roku 1994 spolu s Hillagem opět působila s několika přestávkami ve skupině Gong, se kterou v roce 2009 nahrála album 2032.